# Estadio Olímpico de La Vega
Es un estadio multiuso ubicado en Concepción de La Vega, capital de la provincia La Vega en República Dominicana. Es utilizado principalmente para la práctica del fútbol y tiene una capacidad aproximada para albergar a 7000 espectadores sentados. 
El estadio Olímpico de La Vega fue construido en el año 2003 para celebrar la serie regular de los XV juegos Panamericanos Santo Domingo 2003.